# Peeto
Peeto là một chi nhện trong họ Gallieniellidae.